# Sphenomorphus fragilis
Sphenomorphus fragilis är en ödleart som beskrevs av  Macleay 1877. Sphenomorphus fragilis ingår i släktet Sphenomorphus och familjen skinkar.
Artens utbredningsområde är Papua Nya Guinea. Inga underarter finns listade i Catalogue of Life.